# バックベーコン

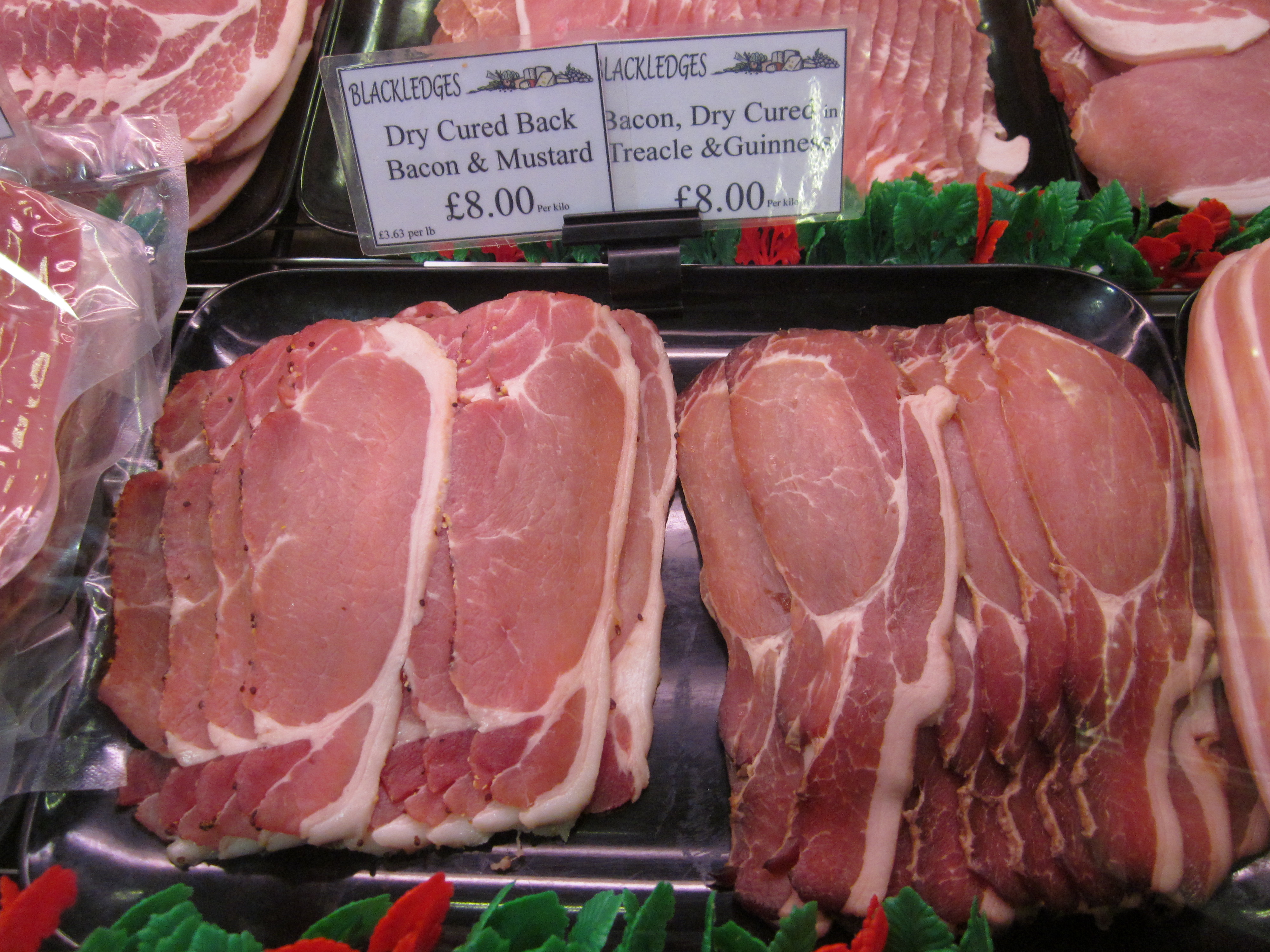
市販されるバックベーコンのスライス（イングランド）

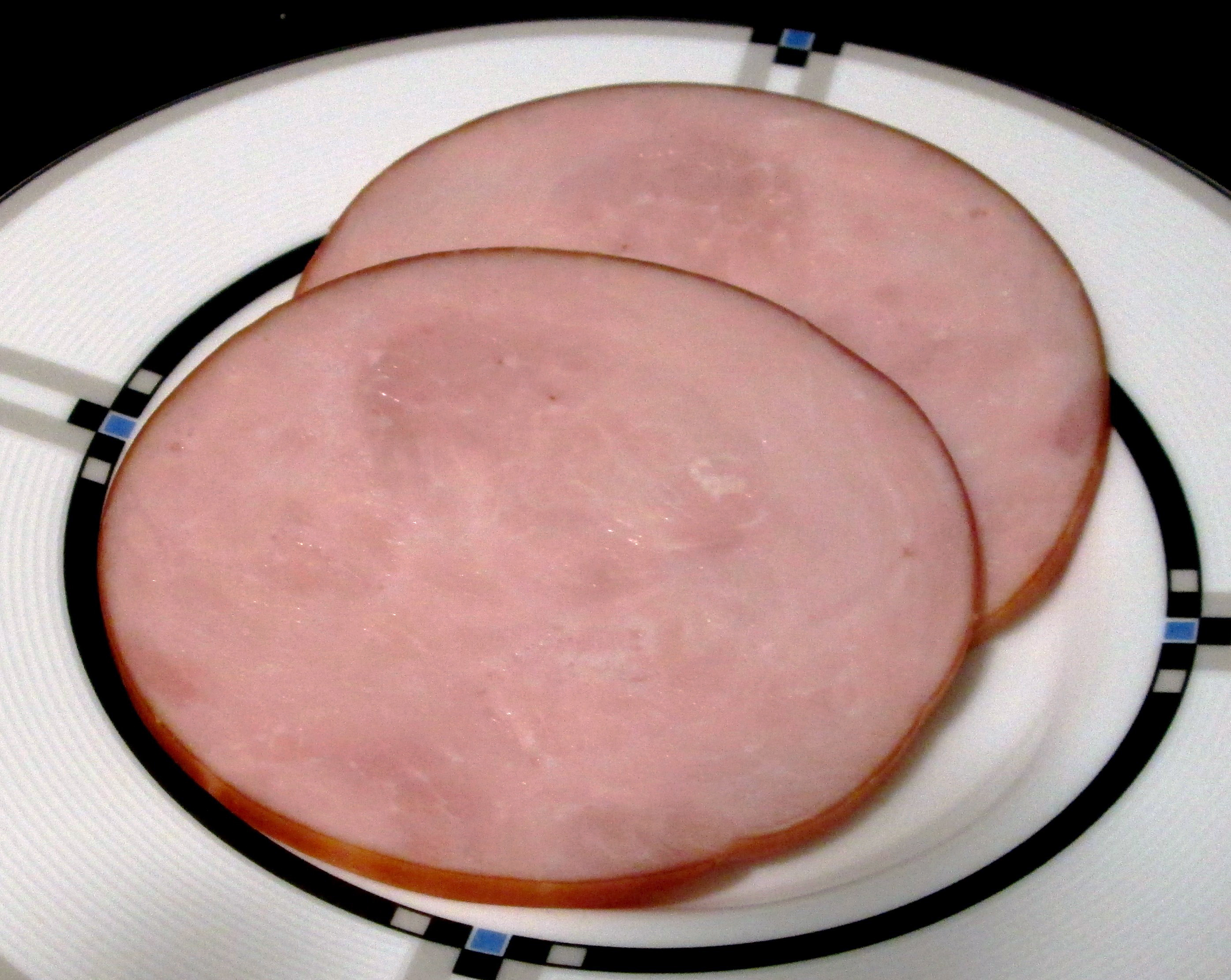
カナディアンベーコン（アメリカ）

バックベーコン（英語: Back bacon）は、豚バラと豚ロースを合わせた塊から作られたベーコンのこと。
イギリスでは豚バラから作られる通常のベーコンよりも人気が高い。
北米では、カナダへ移住したイギリス人によって持ち込まれたことから、カナディアンベーコン（Canadian Bacon）と呼んで通常のベーコンと区別されている。
アメリカ合衆国で市販されているカナディアンベーコンは脂身のほとんどないロース肉で、日本で「ロースハム」という名称で普及している商品とほぼ同じものである。